# Araucariaceae
La famiglia delle Araucariacee (Araucariaceae) è una famiglia di conifere che si originò nel Triassico ed ebbe grande splendore nel Giurassico e nel Cretaceo. Insieme all'estinzione dei dinosauri, si estinsero anche le Araucariacee, eccetto per limitate presenze nella flora antartica. I loro discendenti, circa 40 specie divise in 3 generi, popolano oggi il Sudamerica, l'Oceania e l'Asia sud-orientale.